# Takeaki Enomoto
Takeaki Enomoto (japonsky 榎本 武揚; Enomoto Takeaki, 5. října 1836 – 26. října 1908) byl japonský samuraj a admirál věrný Tokugawskému šógunátu, který bojoval proti nové vládě Meidži až do konce války Bošin, ale který jí později sloužil. V roce 1869 byl prezidentem krátkodobého státního útvaru Republiky Ezo, na ostrově Ezo (dnešní Hokkaidó), ležícím již mimo území tehdejšího Japonska.